# Municipio de Boynton
El municipio de Boynton (en inglés: Boynton Township) es un municipio ubicado en el condado de Tazewell en el estado estadounidense de Illinois. En el año 2010 tenía una población de 275 habitantes y una densidad poblacional de 3,59 personas por km².

## Geografía
El municipio de Boynton se encuentra ubicado en las coordenadas 40°21′34″N 89°26′4″O / 40.35944, -89.43444. Según la Oficina del Censo de los Estados Unidos, el municipio tiene una superficie total de 76.64 km², de la cual 76,63 km² corresponden a tierra firme y (0 %) 0 km² es agua.

## Demografía
Según el censo de 2010, había 275 personas residiendo en el municipio de Boynton. La densidad de población era de 3,59 hab./km². De los 275 habitantes, el municipio de Boynton estaba compuesto por el 98,55 % blancos, el 0,73 % eran de otras razas y el 0,73 % eran de una mezcla de razas. Del total de la población el 0,73 % eran hispanos o latinos de cualquier raza.